# Averbode
Averbode is een deelgemeente van Scherpenheuvel-Zichem in de Belgische provincie Vlaams-Brabant. De dialectnaam voor Averbode is "Eiverbeu", “Eiverbeur” of "Everbeur". Van 1928 tot 1977 was Averbode een zelfstandige gemeente. Geografisch en taalkundig behoort Averbode tot de Zuiderkempen.

## Geschiedenis
In de onmiddellijke omgeving van de Abdij van Averbode, gesticht in 1134, was eeuwenlang nauwelijks bewoning. Pas in het laatste kwart van de 19e eeuw was er sprake van het gelijknamige gehucht, soms ook Everbode en Den Haak genoemd. 
De oprichting van de Broederschap van Onze-Lieve-Vrouw van het Heilig Hart in 1877 bezorgde de abdij landelijke bekendheid als bedevaartsoord. Langs de voorheen vrijwel onbebouwde Westelsebaan verschenen café-restaurants, hotels, een souvenirwinkel en andere handelszaken. Vanaf 1900 werd de nieuwe wijk, die informeel Het Faubourg werd gedoopt, bediend door de stoomtram Zichem-Turnhout. 
De komst van een drukkerij en uitgeverij, een nevenproduct van de Broederschap, zorgde ervoor dat het bevolkingsaantal snel zou aangroeien. Er kwamen scholen, coöperatieve bedrijven (melkerij, houtzagerij, stroomdistributie) en verenigingen, zoals de door Ernest Claes vereeuwigde fanfare De Sint-Jansvrienden. Langzamerhand rijpte het plan voor een onafhankelijke gemeente Averbode. Het zou tot 1928 duren vooraleer het gehucht zich losmaakte van de gemeenten Testelt en Zichem.

## Bezienswaardigheden
- De Abdij van Averbode, die buiten het dorpscentrum ligt, domineert de omgeving. Aan de Prins de Merodelaan werd in 1978 een eigentijdse parochiekerk opgetrokken naar een ontwerp van Luc De Boe, de Sint-Jan Baptistkerk.
- Bij de abdij bevinden zich het Mariapark (1936-1960), de neogotische Kroningskapel (1912) en de Heilig-Kruiskapel (1844), in de volksmond 't Zwart Kapelleke genoemd.
- De Sint-Barbarakapel

## Natuur en landschap
Averbode ligt in de Zuiderkempen. In de omgeving liggen getuigenheuvels waarvan de Weefberg, met 47 meter, het hoogste punt is. Ten zuiden van Averbode stromen de Demer en de Hulpe.
Averbode wordt ingesloten door twee natuurgebieden: Averbode bos en heide in het noorden en de Demerbroeken in het zuiden.

## Demografische ontwikkeling
- Bronnen:NIS, Opm:1831 tot en met 1970=volkstellingen; 1976 = inwoneraantal op 31 december
- 1928: het ontstaan van de gemeente Averbode uit de gemeenten Testelt (4 km² met 500 inwoners) en Zichem (5 km² met 1100 inwoners)

## Sport
- Volleybalclub VC Averbode speelde meerdere seizoenen op het hoogste nationale niveau en speelde meermaals Europees
- Voetbalclub Everbeur Sport Averbode speelde een tiental seizoen in de nationale reeksen.

## Trivia
- De dreef met ijsventers wordt in de volksmond ook wel de lekdreef genoemd.
- Samen met Haasrode, dat eveneens in 1928 onafhankelijk werd, was Averbode decennia lang de jongste gemeente van België.
- Sint-Jan-Baptist is de patroonheilige van Averbode. In de raadszaal van het voormalige gemeentehuis prijkt een schilderij dat Sint-Jan afbeeldt.
- Over de Galgenberg, die voor 1950 in de buurt van de Galgenbergstraat (vroeger: Diestsestraat) lag, wordt gezegd dat er beenderen gevonden zijn en dat er lang geleden mensen zijn opgehangen.

## Galerij

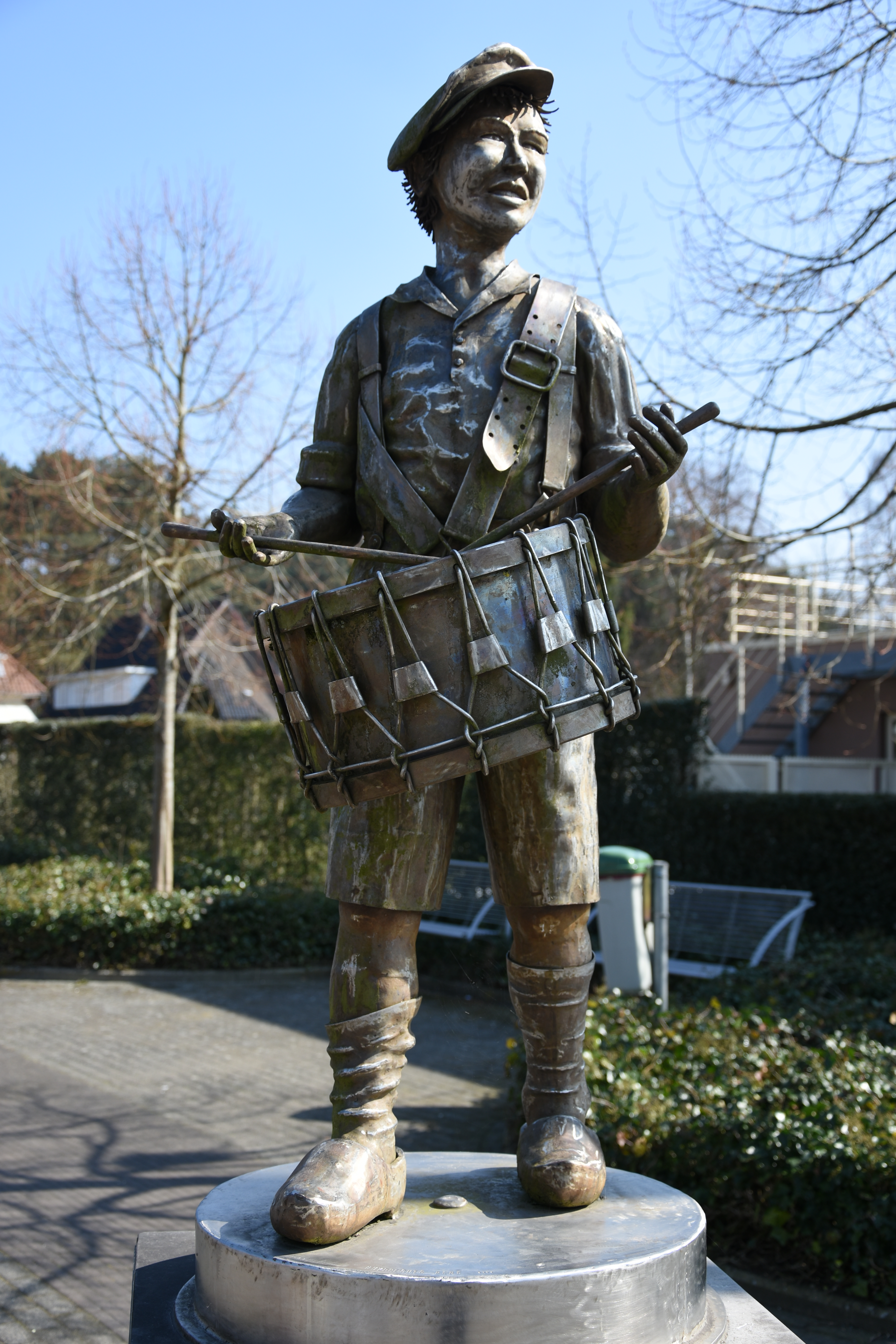
De Kleine Tamboer van Rene Huybrechts - Ernest Claes als tamboer van de fanfare De Sint-Jansvrienden
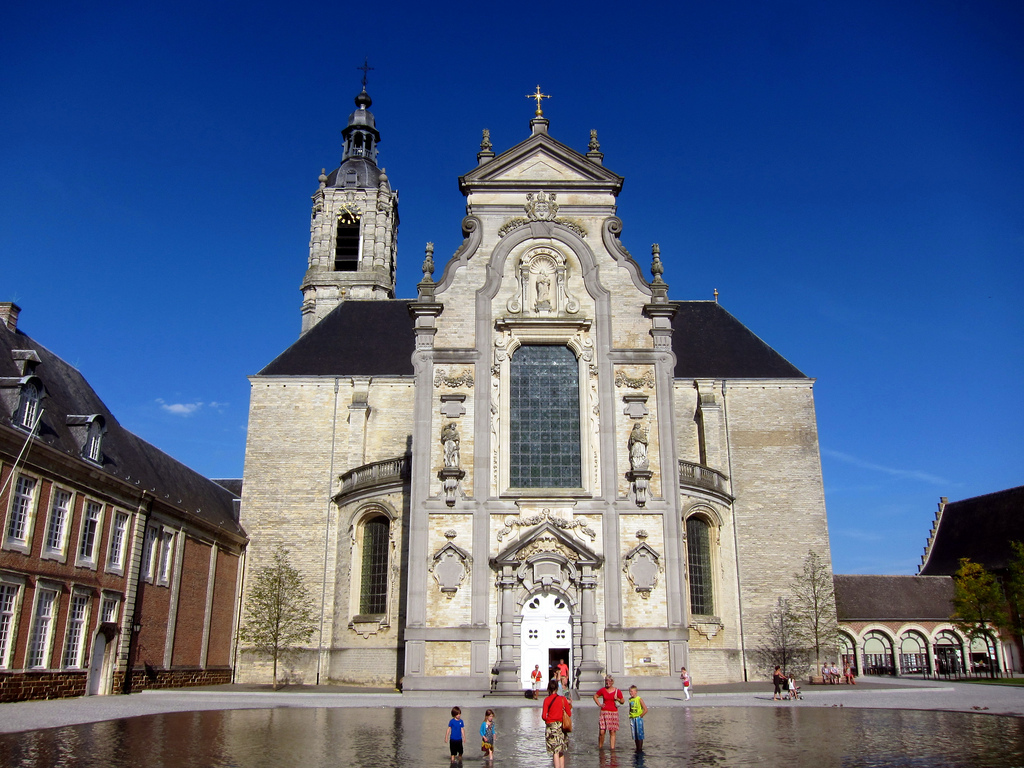
De abdijkerk
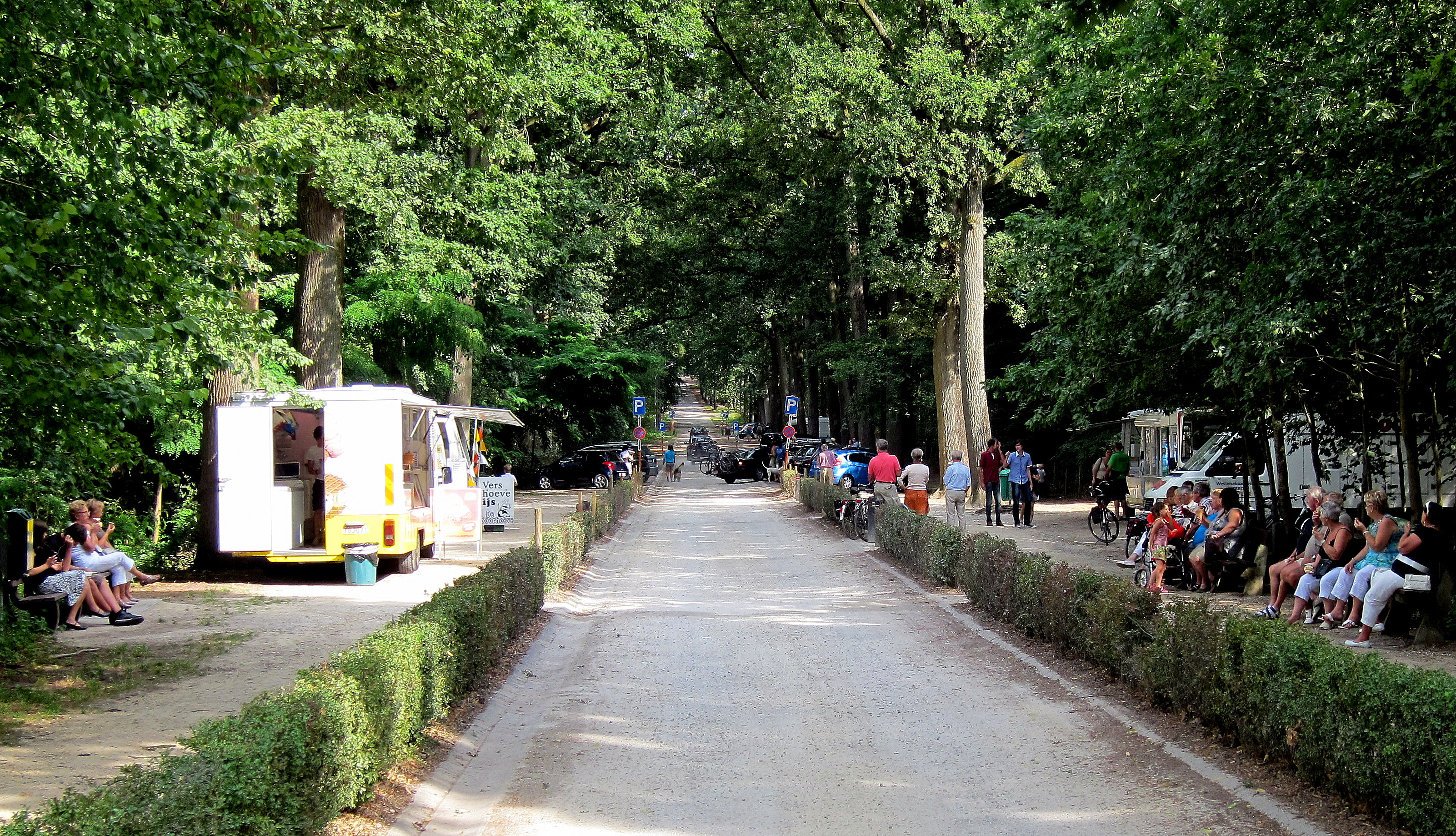
Dreef voor de abdij met ijskarren

## Nabijgelegen kernen
Zichem, Testelt, Ter Hoeve, Blauberg, Veerle-Heide, Okselaar